# Filmens Dag
Filmens dag var en filmfestival för svensk ”oberoende” film som arrangerades i Stockholm varje år från 1986 fram till mitten av 1990-talet. Den övergick då till att bli sektionen Svenska bilder inom Göteborg Film Festival.
Initiativtagare till Filmens Dag var en handfull intresseorganisationer för filmare: Oberoende Filmares Förbund (OFF),  Svenska Kvinnors Filmförbund (SKFF), Kaleidoskop (invandrarfilmarnas organisation) samt Filmcentrum och Folkets Bio.
Festivalen fick ekonomiskt stöd av Svenska Filminstitutet. 
Filmens Dag var inte en festival i egentlig mening utan snarare en årlig mönstring av svensk ”oberoende” film. Alla filmare som hade en visningskopia på 16mm eller 35mm-film och som ville visa sin film gavs utrymme på Filmens dag. Här visades varje år experimentfilmer, animationer, dokumentärer och spelfilmer.
År 1993 blev Filmens Dag under namnet Svenska Filmens Dag en sektion inom Göteborgs filmfestival och vid 1998 års festival ändrades namnet till Svenska bilder. 